# Фишаменд
Фишаменд (нем. Fischamend) — город в Австрии, в федеральной земле Нижняя Австрия.
Входит в состав округа Вена. Население составляет 4450 человек (на 31 декабря 2005 года). Занимает площадь 24,94 км². Официальный код — 32402.

## Политическая ситуация
Бургомистр коммуны — Франц Байер (СДПА) по результатам выборов 2005 года.
Совет представителей коммуны (нем. Gemeinderat) состоит из 25 мест.
- СДПА занимает 13 мест.
- АПС занимает 6 мест.
- АНП занимает 3 места.
- Партия KP занимает 2 места.
- Партия BLF занимает 1 место.